# Medina (Stadtteil)

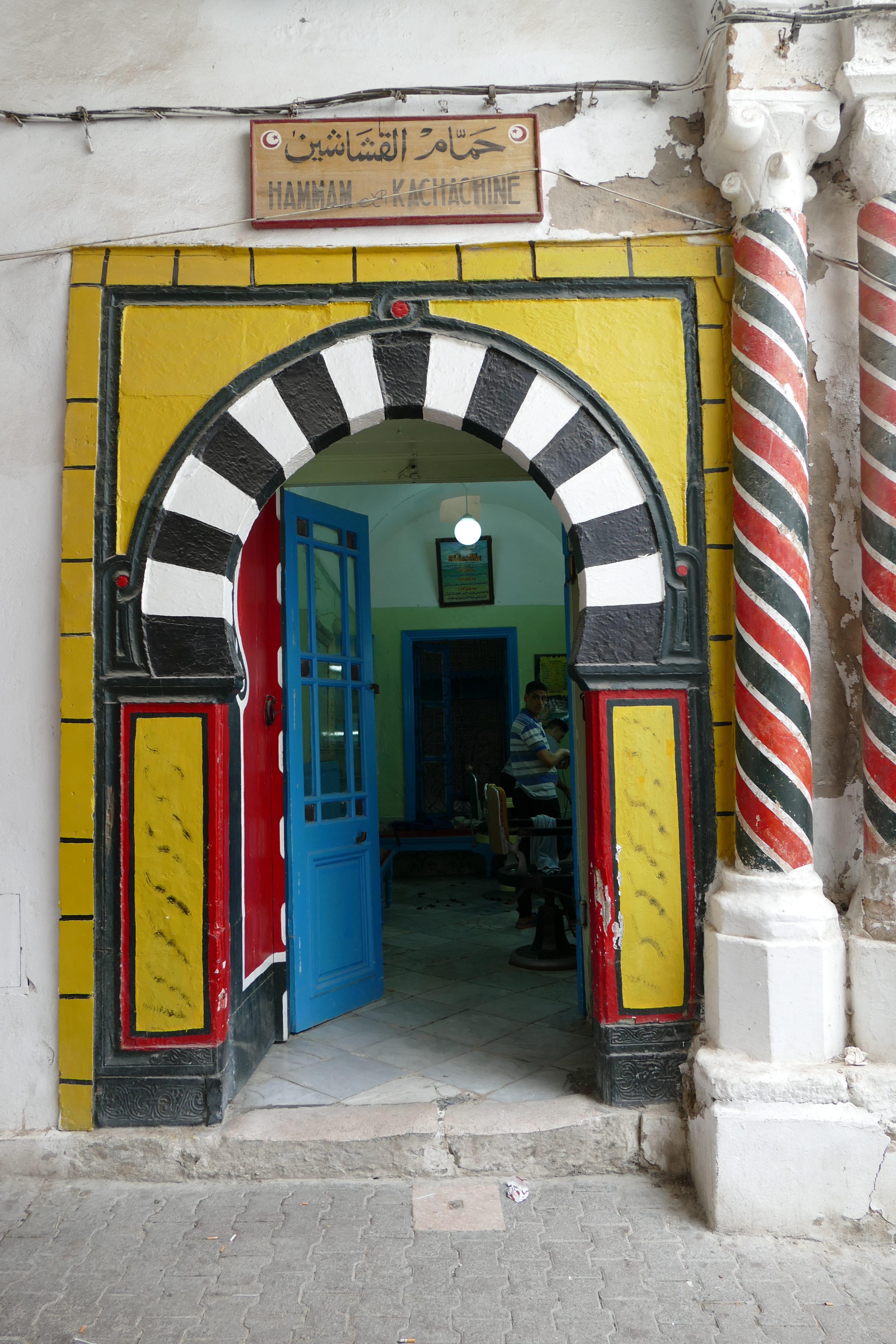
Eingang zu einem Hammam in der Medina von Tunis

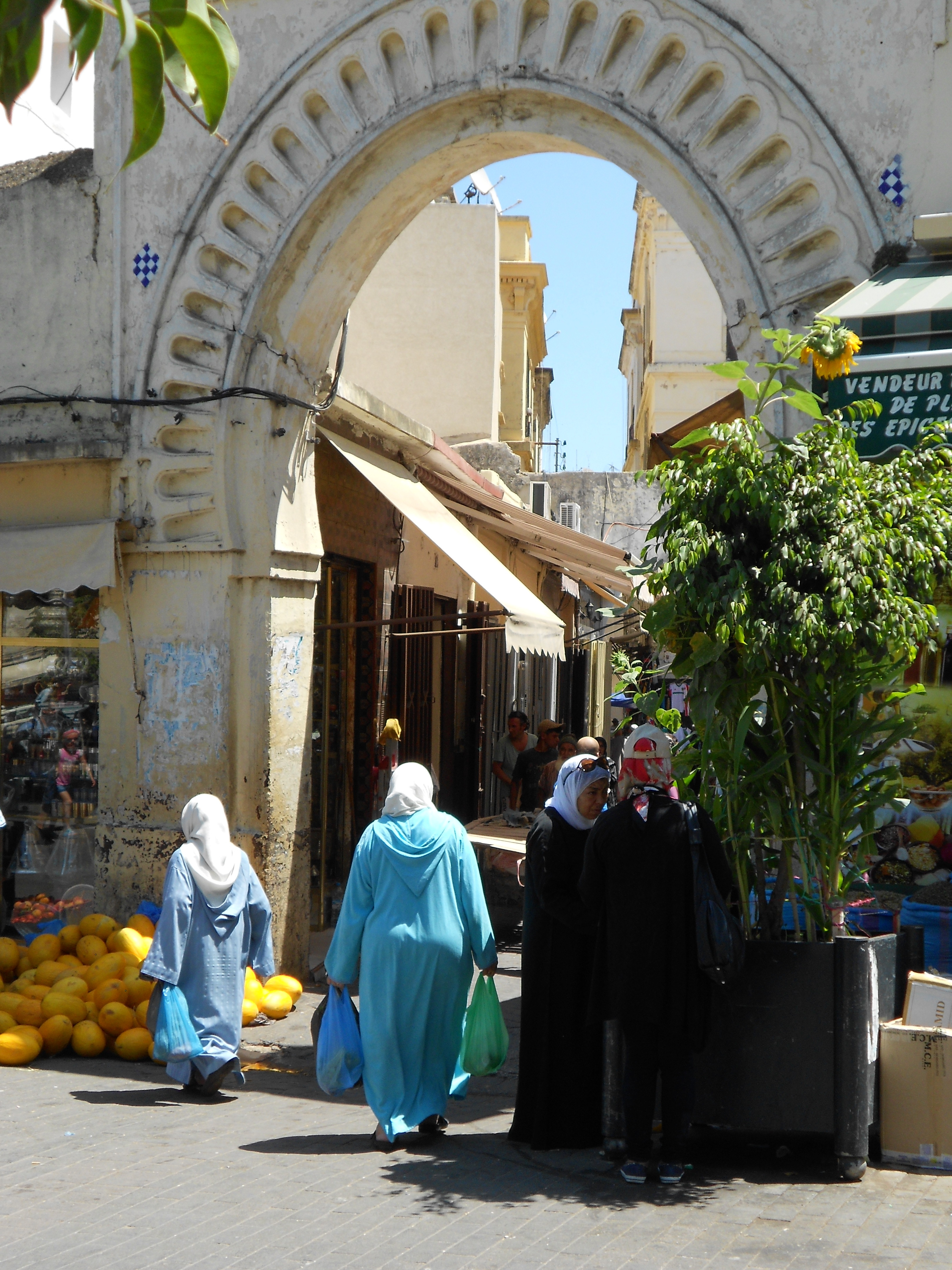
Eingang in die Medina von Tanger

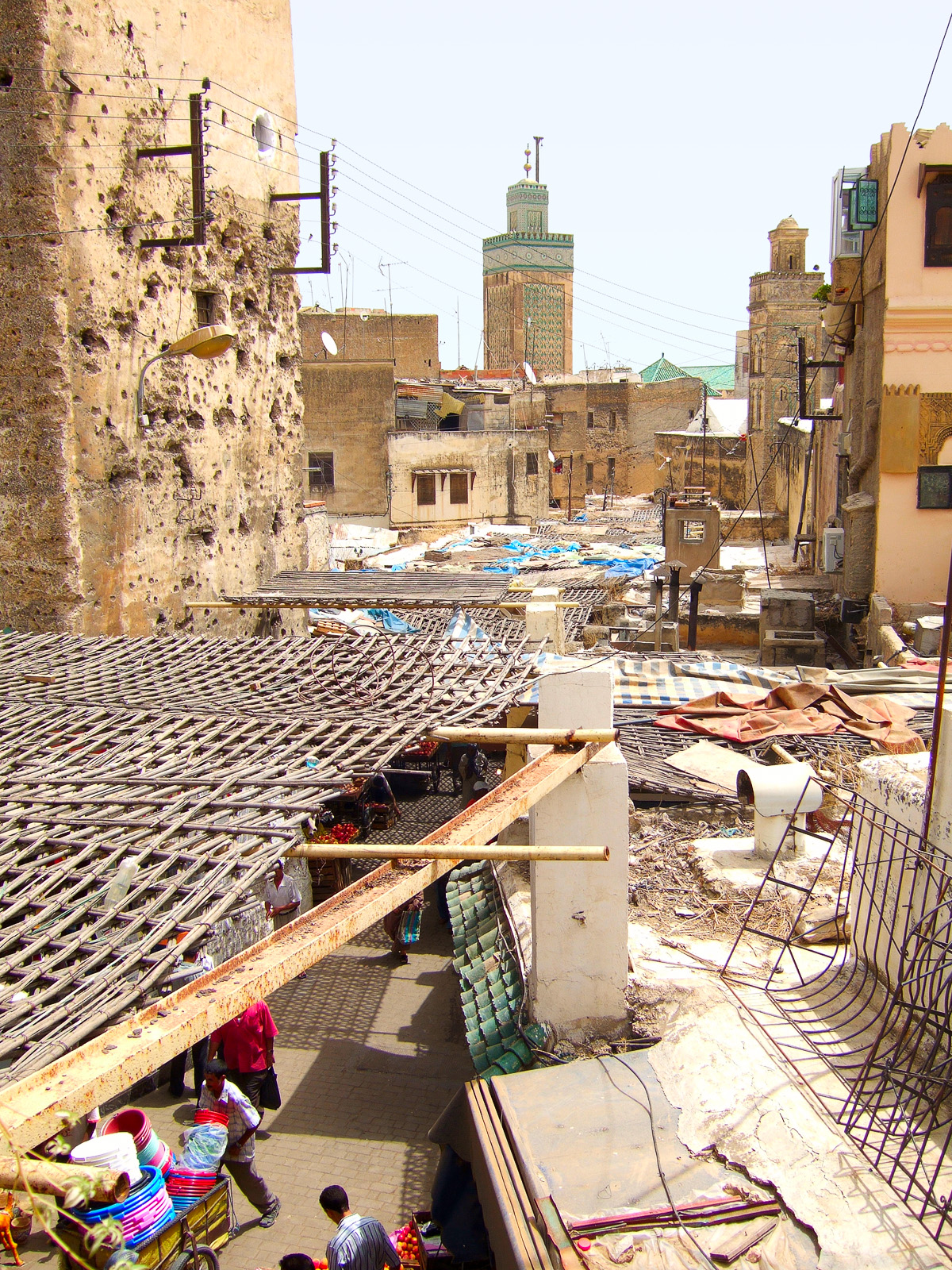
Medina von Fès

Medina, arabisch مدينة عتيقة, DMG madīna ʿatīqa ‚Altstadt‘, ist die Bezeichnung für die Altstadt arabischer, meist nordafrikanischer Städte. In der arabischen Sprache hat das Wort Madīna die Bedeutung „Stadt“ schlechthin.
Die größte Medina Nordafrikas ist jene der marokkanischen Stadt Fès (arabisch فاس, DMG Fās), an zweiter Stelle steht jene von Tunis mit einer Fläche von 87 Hektar. Die Medina der tunesischen Stadt Kairouan (arabisch القيروان, DMG al-Qairawān) weist eine Fläche von 54 Hektar auf.
Die Medinas sind eng mit dem Islam verknüpft, wie aus folgendem Zitat deutlich wird:

„Ohne Bezug zum Islam, der den altarabischen Stadtgründungen seine festen Formen und Strukturen vorgegeben hat, bleibt die Medina […] ein chaotisch anmutendes Gassengewirr, in dem man zwangsläufig die Orientierung verliert. In Wirklichkeit ist jede Medina, von der Freitagsmoschee aus, nach unumstößlichen Prinzipien organisiert. Obwohl die Freitagsmoschee in jedem Fall den religiösen Mittelpunkt einer jeden Altstadt markiert, muß das größte Gebetshaus nicht unbedingt im Zentrum der Altstadt liegen. Die verschiedenen Stadtviertel, durch bisweilen gewundene Hauptstraßen miteinander verbunden, schließen sich rund um die dominierende Freitagsmoschee an. Die Viertel selbst sind in mehrere Gebäudegruppen eingeteilt, häufig endet der Zugang zu den Wohnungseingängen in einer Sackgasse, die genaugenommen nur die Bewohner betreten dürfen. Jedes Wohnquartier, dessen Haushalte jeweils eine Infrastruktur aus Backofen, Hammam (Bad), Koranschule und Lebensmittelgeschäft gemeinsam benutzen, ist getreu dem Heiligen Buch der Muslime einer bestimmten Gruppe der Gesellschaft vorbehalten. […] Die vornehmeren Stadtbewohner lebten einst nahe der Freitagsmoschee, wobei die ranghöchste Familie in der Regel das Gebäude am Ende der Sackgasse bewohnte.“

Im Laufe der letzten hundert Jahre haben sich die Medinas allerdings stark gewandelt. Zahlreiche kleinere Medinas in Südtunesien wurden überhaupt aufgegeben. Thomas Veser meint in seinem Artikel, dass bei Anhalten dieser Entwicklung „die Medina in absehbarer Zeit ihre Rolle als zentrales Bezugssystem der maghrebinischen Gesellschaft wohl völlig einbüßen“ werde.
Mehrere Medinas wurden von der UNESCO zum Weltkulturerbe erklärt, so zum Beispiel die Medinas von:
| Jahr 1 | Medina der Stadt… | in…      |
| ------ | ----------------- | -------- |
| 1981   | Fès               | Marokko  |
| 1985   | Marrakesch        | Marokko  |
| 1996   | Meknès            | Marokko  |
| 1997   | Tétouan           | Marokko  |
| 2001   | Essaouira         | Marokko  |
| 1979   | Tunis             | Tunesien |
| 1988   | Sousse            | Tunesien |
| 1988   | Kairouan          | Tunesien |
| 1993   | Zabid             | Jemen    |
| 1986   | Aleppo            | Syrien   |